# Morley
„Morley“ е измислена марка цигари, вероятно основана на съкратеното наименование на цигарите „Marlboro“, marleys. Марката се е появявала в различни филми и телевизионни сериали.
„200 цигари“
Във филма „200 цигари“ Луси (Къртни Лав) дава на Кевин (Пол Ръд) 200 цигари „Morley“.
„Бъфи, убийцата на вампири“
Спайк (Джеймс Марстерс) пуши цигари „Morley“ в TV сериала „Бъфи, убийцата на вампири“.
„С. Дарко“
Във филма „С. Дарко“ Ранди (Ед Уистуик) пуши точно тази марка цигари.
„Студени досиета“
В епизода „Планът“ от сериала на CBS „Забравени досиета“ Джери пуши „Morley“.
„Малкълм“
Пакет цигари „Morley“ е едно от нещата, които майката на Малкълм намира скрити в епизод от поредицата „Малкълм“
„Мисията невъзможна“
„Morley“ се появяват в телевизионния сериал „Мисията невъзможна“, в която няколко героя пушат тази марка цигари.
„Бягство от затвора“
Пакет цигари „Morley“ се появява в 11 епизод на втори сезон, когато T-Bag го взима от чанта в апартамента на Рой.
„Досиетата Х“
„Досиетата Х“ е може би сериалът, който прави най-известна марката „Morley“. В един от епизодите Мълдър и Скъли дори посещават управителите на „Morley“, след като един от техните служители е убит. „Пушача“ също пуши цигари от тази марка.
„Живите мъртви“
В епизода „Запази ми последния“ (сезон 2, епизод 3), Дейл се готви да запали цигара докато е на пост върху покрива на караваната си. В епизода „Погълнат“ (сезон 5, епизод 6), Дарил намира кутия „Morley Lights“, след което запалва една от цигарите.